# Косфельд (район)
Косфельд (нем. Coesfeld [ˈkoːsˌfɛlt]) — район в Германии. Центр района — город Косфельд. Район входит в землю Северный Рейн-Вестфалия. Подчинён административному округу Мюнстер. Занимает площадь 1110 км². Население — 219,9 тыс. чел. (2010). Плотность населения — 198 человек/км².
Официальный код района — 05 5 58.
Район подразделяется на 11 общин.

## Города и общины
1. Дюльмен (46 780)
2. Косфельд (36 495)
3. Людингхаузен (24 182)
4. Зенден (20 748)
5. Ноттульн (19 991)
6. Ашеберг (14 951)
7. Ольфен (12 221)
8. Хафиксбек (11 740)
9. Биллербек (11 525)
10. Розендаль (10 883)
11. Нордкирхен (10 433)

(30 июня 2010)